# 乙酰丙酮钕
乙酰丙酮钕是一种配位化合物，化学式为Nd(C5H7O2)3，或简写为Nd(acac)3，它的不稳定常数（logYn）分别为2.89、4.15和5.26（对应n=1, 2, 3）。它可由三烷氧基钕和乙酰丙酮反应制得，或通过金属钕在乙酰丙酮中电解得到。它的二水合物和羰基铼配合物Re(CO)3X(4,4'-bipy)（X=Cl, Br）反应，可以得到Re(CO)3X(4,4'-bipy)Nd(acac)3。